# Ilex cerasifolia
Ilex cerasifolia är en järneksväxtart som beskrevs av Reiss. Ilex cerasifolia ingår i släktet järnekar, och familjen järneksväxter. Inga underarter finns listade i Catalogue of Life.